# Episodi di Belle e pericolose (seconda stagione)
La seconda stagione della serie televisiva Belle e pericolose è stata trasmessa in anteprima negli Stati Uniti d'America dalla CBS tra il 16 settembre 1992 e il 19 maggio 1993.
| nº | Titolo originale                 | Titolo italiano | Prima TV USA      | Prima TV Italia |
| -- | -------------------------------- | --------------- | ----------------- | --------------- |
| 1  | Death by Chocolate               |                 | 16 settembre 1992 |                 |
| 2  | Daddy Dearest                    |                 | 23 settembre 1992 |                 |
| 3  | The Spanish Connection           |                 | 30 settembre 1992 |                 |
| 4  | Muscle Boys                      |                 | 14 ottobre 1992   |                 |
| 5  | Old Acquaintance                 |                 | 21 ottobre 1992   |                 |
| 6  | Paint by Numbers                 |                 | 28 ottobre 1992   |                 |
| 7  | In the Name of Love              |                 | 4 novembre 1992   |                 |
| 8  | Vendetta                         |                 | 11 novembre 1992  |                 |
| 9  | Triangle                         |                 | 18 novembre 1992  |                 |
| 10 | Cross Your Heart                 |                 | 25 novembre 1992  |                 |
| 11 | The French Defection             |                 | 10 febbraio 1993  |                 |
| 12 | Rainbow Serpent                  |                 | 17 febbraio 1993  |                 |
| 13 | What You Don't Know Can Kill You |                 | 24 febbraio 1993  |                 |
| 14 | Let Us Prey                      |                 | 3 marzo 1993      |                 |
| 15 | One Man's Fantasy                |                 | 10 marzo 1993     |                 |
| 16 | Flashback                        |                 | 7 aprile 1993     |                 |
| 17 | Crack Up                         |                 | 14 aprile 1993    |                 |
| 18 | The Abyss                        |                 | 21 aprile 1993    |                 |
| 19 | Lovers and Other Losers          |                 | 28 aprile 1993    |                 |
| 20 | My Eyes Abhor You                |                 | 5 maggio 1993     |                 |
| 21 | One Witness Too Many             |                 | 12 maggio 1993    |                 |
| 22 | Strangers                        |                 | 19 maggio 1993    |                 |